# Julia Fischer (atletinja)
Julia Fischer, nemška atletinja, * 1. april 1990, Berlin.
Fischerjeva, katere specialnost je met diska je doslej zastopala Nemčijo na več velikih tekmovanjih, tudi na Olimpijskih igrah.

## Dosežki
| Predstavnica države Germany | Predstavnica države Germany  | Predstavnica države Germany | Predstavnica države Germany | Predstavnica države Germany | Predstavnica države Germany |
| --------------------------- | ---------------------------- | --------------------------- | --------------------------- | --------------------------- | --------------------------- |
| 2007                        | Svetovno mladinsko prvenstvo | Ostrava, Češka              | 1. mesto                    | met diska                   | 51,39, PB                   |
| 2008                        | Svetovno mladinsko prvenstvo | Bydgoszcz, Poljska          | 2. mesto                    | met diska                   | 54,69 m                     |
| 2011                        | Evropsko prvenstvo do 23 let | Ostrava, Češka              | 1. mesto                    | met diska                   | 59,60, PB                   |
| 2012                        | Evropsko prvenstvo           | Helsinki, Finska            | 5. mesto                    | met diska                   | 62,10                       |
| 2012                        | Olimpijske igre              | London, Združeno kraljestvo | 20. mesto (q)               | Discus                      | 60,23                       |
| 2013                        | Svetovno prvenstvo           | Moskva, Rusija              | 13. mesto (q)               | met diska                   | 60,09                       |
| 2014                        | Evropsko prvenstvo           | Zürich, Švica               | 5. mesto                    | met diska                   | 62,10                       |
| 2015                        | Svetovno prvenstvo           | Peking, Kitajska            | 5. mesto                    | met diska                   | 63,88 m                     |
| 2016                        | Evropsko prvenstvo           | Amsterdam, Nizozemska       | 2. mesto                    | met diska                   | 65,77 m                     |